# PIXL VISN media arts academy
Die PIXL VISN media arts academy ist eine private Bildungseinrichtung mit Sitz in Köln in Deutschland, die eine 18-monatige Intensivausbildung zum Digital Production Artist in den Bereichen 3D Animation, Visual Effects (VFX) und Visual Design for Games anbietet.

## Geschichte
Die PIXL VISN media arts academy wurde im Jahr 2010 von Andrei Stirbu und Robert Innes in Leverkusen gegründet.
Im Januar 2012 begann der Ausbildungsbetrieb mit der ersten Klasse in Räumlichkeiten von etwa 230m² im MediaPark 6 in Köln. Im Jahr 2015 erfolgte der Umzug in Haus 5 des MediaParks. Dort standen zunächst rund 600m² zur Verfügung. Zwei Jahre später wurde die Fläche auf 900m² erweitert, bevor im Jahr 2019 eine weitere Vergrößerung auf insgesamt etwa 1.500m² erfolgte.

## Ausbildung
Die PIXL VISN media arts academy bietet eine 18-monatige Intensivausbildung zum Digital Production Artist an. Die Vollzeitausbildung umfasst die Fachbereiche 3D Animation und Visual Effects sowie Game Art und Visual Design.
Neben dem regulären Programm bietet die Akademie auch Informationsveranstaltungen wie regelmäßig stattfindende „Open House“-Tage sowie Workshops im Bereich 3D Animation an.
Die PIXL VISN media arts academy ist von der Bezirksregierung Köln als berufsbildende Ergänzungsschule anerkannt und verfügt über Zertifizierungen nach der Akkreditierungs- und Zulassungsverordnung Arbeitsförderung (AZAV) sowie nach ISO 9001.

#### Lernkonzept
Das didaktische Modell folgt einem wiederkehrenden Zyklus aus Vorlesung, Projektarbeit und Feedback, der sich über die gesamte Ausbildungsdauer hinweg wiederholt. Zusätzlich werden sogenannte „Focus Tracks“ (Spezialisierungsmodule) angeboten, die den Studenten eine Spezialisierung auf bestimmte Fachgebiete und eine vertiefte Ausbildung in diesen Bereichen ermöglichen. „Weekly Drills“ (wöchentliche Übungsaufgaben) dienen dazu, das Gelernte regelmäßig zu festigen und weiter auszubauen.
Am Ende der Ausbildung erstellen die Studierenden ein sogenanntes „Demo Reel“, das ausgewählte Arbeiten aus den Projektphasen enthält.
Die Ausbildung findet in Gruppen mit maximal 16 Teilnehmenden statt.

## Auszeichnungen (Auswahl)
Die PIXL VISN media arts academy wurde mehrfach im internationalen Schulranking der Plattform The Rookies ausgezeichnet:
- 2024: Platz 5 in Top Creative Schools Visual Effects[12]
- 2023: Platz 5 in Top Creative Schools Visual Effects[13]
- 2022: Platz 4 in Top Creative Schools Visual Effects[14]
- 2021: Platz 6 in Top Creative Schools Visual Effects[15]

## Partnerschaften
Die PIXL VISN media arts academy ist Partner von SideFX, RebusFarm und Fox Renderfarm. Die Akademie ist außerdem als Academic Partner bei der Unreal Engine registriert.
PIXL VISN ist zudem Mitglied bei games.nrw und im game - Verband der deutschen Games-Branche.